# Diecezja Colima
Diecezja Colima (łac. Dioecesis Colimensis) – jest jedną z 68 istniejących w Meksyku rzymskokatolickich dziecezji i Sufraganią archidiecezji guadalajarskiej ze stolicą w Colimie. 
Papież Leon XIII erygował diecezję Colima 11 grudnia w 1881 r. i jest częścią zachodniego regionu archidiecezji Guadalajara. Diecezja znajduje się w zachodniej części Meksyku, na południowym wybrzeżu Oceanu Spokojnego. Obejmuje ona cały stan Colima i osiem gmin stanu Jalisco: Jilotlán, Pihuamo, Tecalitlán, Tollman, Tonaya, Tonila, Tuxcacuesco i Zapotitlán. Powierzchnia diecezji wynosi 11391 kilometrów kwadratowych, a zamieszkiwana jest przez około 718 tysięcy mieszkańców, z czego katolicyzm wyznaje 651500, co stanowi 90% ogółu mieszkańców. Diecezja liczy 49 parafii i we wszystkich są prezbiterzy. Na jej terenie działają 84 ośrodki duszpasterskie i około 32 katolickich stowarzyszeń i grup. W diecezji pracuje 139 księży.
| Ordynariusz                        | Okres     |
| ---------------------------------- | --------- |
| Francisco Melitón Vargas Gutiérrez | 1883–1889 |
| Francisco de Paula Díaz Montes     | 1889–1892 |
| Atenógenes Silva Álvarez y Tostado | 1892–1902 |
| José Amador Velasco Peña           | 1902–1949 |
| Ignacio de Alba y Hernández        | 1949–1967 |
| Leobardo Viera Contreras           | 1967–1972 |
| Rogelio Sánchez González           | 1972–1980 |
| José Fernández Arteaga             | 1980–1989 |
| Gilberto Valbuena Sánchez          | 1989–2005 |
| José Luis Amezcua Melgoza          | 2005–2013 |
| Marcelino Hernández Rodríguez      | 2013–2021 |
| Gerardo Díaz Vázquez               | od 2023   |